# GOBU-GOBU
『GOBU-GOBU』（ごぶ・ごぶ）は、1988年10月21日に発売されたダウンタウンのミニ・アルバム。8cmCD規格で発売された。

## 概要
ダウンタウン初のCDは初回生産盤のみ特製パスケース付で発売され、発売直後に7万枚を売り上げるヒットとなった。このCDはダウンタウンが心斎橋筋2丁目劇場を拠点に活動していた頃にリリースされたもの。その後ダウンタウンの東京進出・全国的なダウンタウンの人気沸騰ぶりにより、1995年頃に再発されている。2022年現在では音楽配信により入手可能。
発売当時、大阪府吹田市に所在した毎日放送千里丘放送センター内の施設、ミリカホールで発売記念イベントが行われ、参加者には後述の宣材ポスターがプレゼントされた。
CDジャケットの写真（青いトーンを背景に2人が抱き合いながら、共に虚ろな目をして写っている写真・黄色のトーンで2人がキスをしている写真。黄色バージョンも発行）の宣材ポスターが話題になった。
4曲目「17才はBreeze」は、朝日放送の『夕焼けの松ちゃん浜ちゃん』のオープニング曲に使われた。

## 収録曲
全曲作詞：島武実　編曲：小野沢篤（特記以外）　
1. Welcome Down Town
  - 作詞・作曲・編曲：島武実・ダウンタウン・小野沢篤（3分25秒）
2. Friends
  - 作曲：井上ヨシマサ（4分31秒）
3. 風のデビューはTomorrow Night
  - 作曲：宇崎竜童（3分46秒）
  - 松本人志ソロ曲
4. 17才はBreeze
  - 作曲：所ジョージ（2分43秒）
  - 浜田雅功ソロ曲
5. Destiny
  - 作曲：宇崎竜童（3分39秒）